# William Herbert, I marchese di Powis
William Herbert, I marchese di Powis (Londra, 1626 – Saint-Germain-en-Laye, 2 giugno 1696), è stato un nobile e politico britannico.

## Biografia
William era l'unico figlio di Percy Herbert, II barone Powis e di sua moglie, Elizabeth Craven, figlia di Sir William Craven. Nel 1667, alla morte di suo padre, gli succedette altitolo di barone Powis e nel 1674 venne creato conte di Powis da Carlo II d'Inghilterra e visconte Montgomery, di Montgomery, e marchese di Powis nel 1687 da Giacomo II d'Inghilterra, dopo essere stato nominato membro del Consiglio Privato del sovrano inglese nel 1686. Nel luglio del 1654, sposò Elizabeth Somerset (c. 1633–1691), figlia di Edward Somerset, II marchese di Worcester (m. 1667), dalla quale ebbe sei figli.
Cugino del primo barone Herbert di Cherbury, Powis fu, assieme a sua moglie, uno dei capi del partito cattolico in Inghilterra. Fu uno dei "Cinque Lords Cattolici"  falsamente accusati da Titus Oates nel Popish Plot di cospirare per uccidere il re e pertanto venne incarcerato nella Torre di Londra ove rimase per sei anni; sua moglie tentò di liberarlo con lo stratagemma del "Meal-Tub plot" per il quale lei stessa scappò per poco all'accusa di tradimento. Il marchese di Powis venne infine liberato nel 1684. Rimase fedele aldeposto re Giacomo dopo la Gloriosa Rivoluzione del 1688. Prese la via dell'esilio con la regina Maria e l'infante Giacomo, principe di Galles, e si portò in Francia. Come ricompensa, re Giacomo in esilio lo creò duca di Powis e marchese di Montgomery nella parìa giacobita.
Nel 1690, lord Powis sbarcò in Irlanda con Giacomo, svolgendo le funzioni di suo principale consigliere. Giacomo lo nominò membro del suo Consiglio Privato in Irlanda e lo creò suo Lord Chamberlain. Rimase in Irlanda sino al ritorno dell'ex sovrano in Francia dopo la battaglia del Boyne, e nuovamente si portò alla corte giacobita presso Saint-Germain-en-Laye. Il marchese di Powis fu una delle figure chiave della corte giacobita, prestando servizio come Lord Steward e Lord Chamberlain, mentre il suo ruolo nel consiglio privato del re fu piuttosto marginale. Sua moglie continuò a rivestire il ruolo di Lady of the Bedchamber della regina Maria di Modena e di governante di Giacomo, principe di Galles sino alla sua morte l'11 marzo 1691. Giacomo investì il marchese di Powis all'onorificenza di Cavaliere dell'Ordine della Giarrettiera nell'aprile 1692.
Morì il 2 giugno 1696, a seguito di un incidente mentre era a cavallo nella tenuta di caccia di St Germain, e venne sepolto in loco il giorno successivo. Venne succeduto dal suo unico figlio maschio William Herbert, visconte Montgomery, al titolo di marchese di Powis (ed a quello di duca di Powis secondo la parìa giacobita) (1665–1745) che nel 1722 venne restaurato a pieno titolo al titolo di marchese che suo padre aveva ottenuto dalla monarchia inglese, mentre non gli venne riconosciuto il titolo di duca della parìa giacobita.

## Matrimonio e figli
Il marchese di Powis sposò lady Elizabeth Somerset, figlia di Edward Somerset, II marchese di Worcester, nel luglio del 1654. La coppia ebbe sei figli:
- Frances (1659-18 dicembre 1732), sposò nel 1680 Kenneth Mackenzie, IV conte di Seaforth
- William, II marchese di Powis (1660-22 ottobre 1745), sposò nel 1691 Mary Preston
- Mary (1661-30 ottobre 1744), sposò in prime nozze Richard Molyneux; in seconde nozze nel 1690 sposò Francis Browne, IV visconte Montagu; in terze nozze nel 1718 sposò George Maxwell di Orchardtoun, III baronetto
- Anne (1662-1748), sposò nel 1687 Francis Smith, II visconte Carrington
- Lucy (1668-1743), religiosa e scrittrice
- Winifred (1680-1749), sposò nel 1699 William Maxwell, V conte di Nithsdale